# Anja Pyritz
Anja Pyritz (Kühlungsborn, RDA, 31 de agosto de 1970) es una deportista alemana que compitió en remo. Su hermana Dana compitió en el mismo deporte.
Ganó tres medallas en el Campeonato Mundial de Remo entre los años 2001 y 2003. Participó en dos Juegos Olímpicos de Verano, ocupando el octavo lugar en Atlanta 1996 y el quinto en Atenas 2004, en la prueba de ocho con timonel.

## Palmarés internacional
| Campeonato Mundial | Campeonato Mundial | Campeonato Mundial | Campeonato Mundial |
| Año                | Lugar              | Medalla            | Prueba             |
| ------------------ | ------------------ | ------------------ | ------------------ |
| 2001               | Lucerna (Suiza)    | Medalla de bronce  | Ocho con timonel   |
| 2002               | Sevilla (España)   | Medalla de bronce  | Ocho con timonel   |
| 2003               | Milán (Italia)     | Medalla de oro     | Ocho con timonel   |